# Super Prestige Marathonschaatsen
De Super Prestige voor marathonschaatsers was een competitie over meerdere wedstrijden op de FlevOnice ijsbaan in Biddinghuizen. 

## 2008/09
De competitie werd in 2008/09 in vijf opeenvolgende weken in december en januari gehouden en georganiseerd door SISE (Stichting International Sport Events). Eigenlijk zou deze in 2007/08 plaatsvinden, maar toen werden alle drie de wedstrijden afgelast omdat de baan niet in orde was. Op woensdag 17 december vond de eerste wedstrijd plaats over 60 (mannen) en 40 (vrouwen) kilometer. Op woensdag 24 december, donderdag 1 januari en de woensdagen 7 en 14 januari volgden de andere vier. Vanaf de tweede wedstrijd werd de mannenwedstrijd verlengdt tot 75 kilometer. De wedstrijden op woensdag 7 januari werden ingekort tot 54 (mannen) en 36 (vrouwen) kilometer in verband met het ingelaste NK marathon op natuurijs op donderdag 8 januari. Op de wedstrijddag zelf werd de vrouwenrace verder ingekort tot 27 kilometer.
Winnaars
|                | Mannen               | Vrouwen            |  |
| -------------- | -------------------- | ------------------ |  |
| SP 1           | Roy Boeve            | Chris Witty        |  |
| SP 2           | Arjan Smit           | Daniëlle Bekkering |  |
| SP 3           | Sjoerd Huisman       | Mariska Huisman    |  |
| SP 4           | Sjoerd Huisman       | Mariska Huisman    |  |
| SP 5           | Jan Maarten Heideman | Andrea Sikkema     |  |
| Eindklassement | Sandor Stuut         | Mariska Huisman    |  |

## 2009/10
In 2009/10 waren de wedstrijden op de FlevOnice-baan onderdeel van de Marathon Cup. De vijf wedstrijden vonden plaats op 9, 16 en 23 december en 1 en 6 januari zonder dat er sprake was van Super Prestigewedstrijden.
Winnaars
|                    | Mannen               | Vrouwen            |     |
| ------------------ | -------------------- | ------------------ | --- |
| 1e                 | Karlo Timmerman      | Carla Zielman      |     |
| 2e                 | Sjoerd Huisman       | Daniëlle Bekkering | [ ] |
| 3e                 | Sjoerd Huisman       | Daniëlle Bekkering |     |
| 4e                 | Jorrit Bergsma       | Mireille Reitsma   |     |
| 5e                 | Jan Maarten Heideman | Mireille Reitsma   |     |
| Fictief klassement | Sjoerd Huisman       | Daniëlle Bekkering |     |

## 2010/11
In 2010/11 vonden er wedstrijden plaats onder de noemer KPN Super Prestige en waren dat seizoen onderdeel van de KPN Marathon Cup. De tweede wedstrijd werd verplaatst van 22 december naar 5 januari vanwege het ingelaste NK op natuurijs op donderdag 23 december. De derde wedstrijd werd een dag verplaatst (van woensdag 19 naar donderdag 20 januari) vanwege de uitvaart van FlevOnice oprichter Henk Ketelaar.
Winnaars
|                | Mannen         | Vrouwen         |  |
| -------------- | -------------- | --------------- |  |
| SP 1           | Bart de Vries  | Sandra 't Hart  |  |
| SP 2           | Rob Hadders    | Yvonne Spigt    |  |
| SP 3           | Sjoerd Huisman | Mariska Huisman |  |
| Eindklassement | Bart de Vries  | Carla Zielman   |  |

## 2011/12
Ook in 2011/12 vonden er wedstrijden plaats onder de noemer KPN Super Prestige en waren dat seizoen onderdeel van de KPN Marathon Cup. De competitie werd dit seizoen beslist op tijd. Dag-1 (donderdag 15 december) vond er naast de gewone wedstrijd een individuele tijdrit plaats over 4,5 kilometer, dag-2 (donderdag 22 december) werd er naast de gewone wedstrijd een ploegentijdrit aan toegevoegd en de finale was de traditionele nieuwjaarswedstrijd (zondag).
Winnaars
|                       | Mannen           | Vrouwen                    |  |
| --------------------- | ---------------- | -------------------------- |  |
| SP 1                  | Gary Hekman      | Erna Last-Kijk in de Vegte |  |
| SP 2 (tijdrit)        | Douwe de Vries   | Mireille Reitsma           |  |
| SP 3                  | Rob Hadders      | Mariska Huisman            |  |
| SP 4 (ploegentijdrit) | SOS-Kinderdorpen | MKBasics.nl                |  |
| SP 5                  | Gary Hekman      | Foske Tamar van der Wal    |  |
| Eindklassement        | Rob Hadders      | Mireille Reitsma           |  |